# 山口弘治
山口 弘治（やまぐち こうじ、1939年3月23日 - ）は、京都府生まれの音楽家。
日本を代表するスタジオミュージシャン・ホルン奏者。
3人兄弟の2男（長男は指揮者の宇宿允人・3男はティンパニー奏者）。
京都市立紫野高校から芸大付属高校・東京藝術大学中退。（在学中に日本フィルハーモニー交響楽団に首席奏者になり退学）
日本フィルハーモニー交響楽団に20歳で首席奏者に抜擢され、渡辺暁雄のもと、日フィル黄金時代を築く。
当時提携していた、ボストン交響楽団コンサートマスター、ルイ･グレーラーは最高のホルン奏者と絶賛。
その後、小澤征爾による文化放送・フジテレビを巻き込んだ日本フィル分裂騒動、に巻き込まれ、退団。
以後、日本初のスタジオ専門ホルン奏者となり、数々のレコーディングに参加。
山口がスタジオ専門プレーヤとなったことで、作曲家・編曲家がホルンと言う楽器の可能性を見出した。
ＣＭからアニメ・映画・ジャズ・ポップス・演歌まで多くのジャンルを手がけた。